# Lilia dilecta
Lilia dilecta är en insektsart som beskrevs av White 1879. Lilia dilecta ingår i släktet Lilia och familjen näbbskinnbaggar. Inga underarter finns listade i Catalogue of Life.